# Exconvent i església de la Mercé (Borriana)
LExconvent de la Mercè de Borriana (Plana Baixa) és un monument que està declarat Bé d'Interès Cultural, amb anotació ministerial número: RI-51-0005025, segons consta a la Direcció General de Patrimoni Cultural de la Generalitat Valenciana.
L'antic convent està situat en la Plaça de la Mercé i és conegut també com a Centre Cultural "La Mercè ".

## Descripció historicoartística
El convent de la Mercè es remunta al segle xvi, en concret a 1594, quan l'Ajuntament cedia l'Ermita de Sant Mateu, a l'Ordre de la Mercè, i és d'aquesta manera que els mercedaris van començar a edificar dependències annexes a l'ermita ja existent.
Molt més tard, entrat el segle xviii, es decideix crear un col·legi de Missioners, utilitzant com a espai el de l'ermita de Sant Mateu, la qual va ser enderrocada amb la finalitat de construir en la seva ubicació una nova església. D'aquesta manera, en 1736 va deixar d'existir l'antiga ermita i es va iniciar la construcció de la nova a 1738. El projecte inicial es veuria alterat quan a 1803 es porta a terme un projecte definitiu (amb una nova església i el convent), realitzat (entre 1805-1808) per Francesc Ferrer, considerat com un arquitecte acadèmic.
Durant la Guerra de la Independència espanyola, el convent és desallotjat a 1812, ocupant-se la seva església per a ús com cavallerisses durant, i part de les dependències conventuals van servir com aquarterament a les tropes franceses del Mariscal Comte Suchet. Malgrat que després de la guerra els seminaristes tornen a ocupar el convent, a 1836, amb el procés de desamortització espanyola, es desallotja de manera definitiva, i, a partir de 1842, és cedit gratuïtament a l'Ajuntament per la Junta Superior de Venda de Béns Nacionals, sent utilitzades les instal·lacions per a diversos usos (escola pública, cases de mestres, magatzem municipal i biblioteca pública, i declarant-se en ruïna diverses de les seves dependències).

## Església

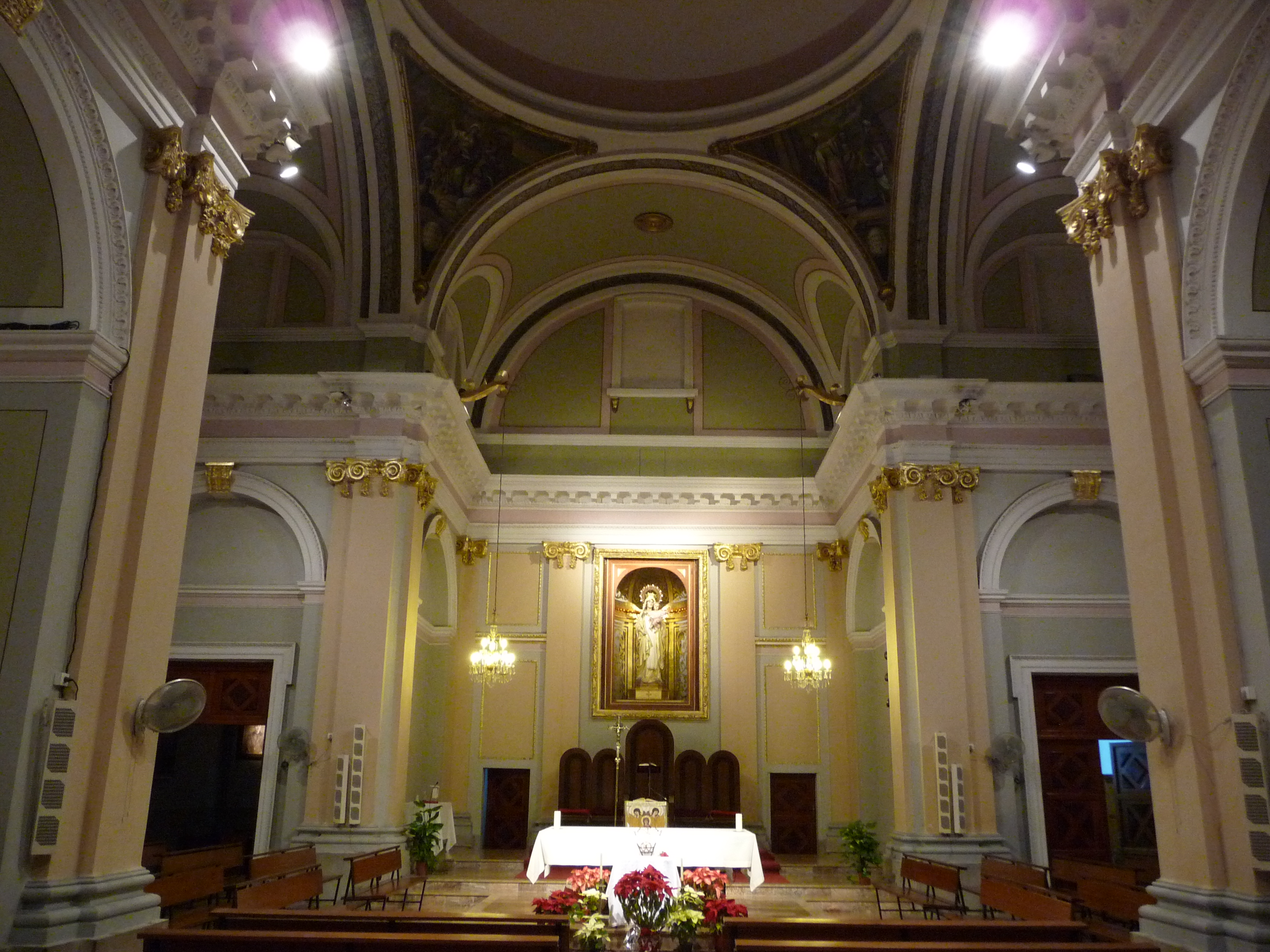
Interior de l'església

L'església presenta planta rectangular, amb una creu llatina inscrita, i segueix tenint utilitat religiosa. Pot destacar-se la nau central per ser la de més amplada i alçada, que les laterals, igual que succeeix amb el creuer. Tant la nau central com els braços del creuer presenten coberta en forma de volta de canó i llunetes semicirculars, mentre que el creuer presenta, igual que les capelles laterals, una cúpula bufada, recolzada sobre petxines.
A l'església es pot accedir bé directament des del carrer, a través d'una porta amb llindar de pedra i motllures neoclàssiques, o des del convent.
El campanar, de planta quadrangular i amb cuculla de pissarra de rematada, se situa en el penúltim tram de l'església.

## Declaració com a Bé d'interés cultural i obres
El 1982 es declara Monument Històric-Artístic Provincial, a partir d'aquest moment s'inicien els tràmits per rehabilitar com a Casa de Cultura.
A 1990, es van realitzar millores amb la finalitat de poder donar-li un ús cultural, ja que avui en dia alberga el Centre Cultural La Mercé, portant-se a terme un procés de requalificació, ja que les obres iniciades van suposar la unificació de façanes, la recuperació de la galeria superior del claustre, així com l'ordenació dels espais interiors, i es va procedir a una ordenació dels espais interiors, adequant-los a les noves necessitats.